# Rokity (gromada)
Rokity – dawna gromada, czyli najmniejsza jednostka podziału terytorialnego Polskiej Rzeczypospolitej Ludowej w latach 1954–1972.
Gromady, z gromadzkimi radami narodowymi (GRN) jako organami władzy najniższego stopnia na wsi, funkcjonowały od reformy reorganizującej administrację wiejską przeprowadzonej jesienią 1954 do momentu ich zniesienia z dniem 1 stycznia 1973, tym samym wypierając organizację gminną w latach 1954–1972.
Gromadę Rokity z siedzibą GRN w Rokitach utworzono – jako jedną z 8759 gromad na obszarze Polski – w powiecie słupskim w woj. koszalińskim na mocy uchwały nr 43/54 WRN w Koszalinie z dnia 5 października 1954. W skład jednostki weszły obszary dotychczasowych gromad Rokity, Rokitki i Otnoga ze zniesionej gminy Rokity w powiecie słupskim oraz obszary dotychczasowych gromad Mydlita i Kłosy ze zniesionej gminy Jasień  w powiecie bytowskim w woj. koszalińskim, a także obszar dotychczasowej gromady Bochowo ze zniesionej gminy Cewice  w powiecie lęborskim w woj. gdańskim. Dla gromady ustalono 14 członków gromadzkiej rady narodowej.
31 grudnia 1959 gromadę włączono do powiatu bytowskiego w województwie koszalińskim.
31 grudnia 1968 do gromady Rokity włączono miejscowość Kłosy ze zniesionej gromady Jasień w tymże powiecie.
Gromada przetrwała do końca 1972 roku, czyli do kolejnej reformy gminnej.